# NGC 7223
NGC 7223 is een balkspiraalstelsel in het sterrenbeeld Hagedis. Het hemelobject werd op 8 november 1790 ontdekt door de Duits-Britse astronoom William Herschel.

## Synoniemen
- UGC 11931
- MCG 7-45-18
- ZWG 530.13
- IRAS 22081+4046
- PGC 68197